# Umschlagbahnhof
Als Umschlagbahnhof (Ubf) oder Umschlagterminal werden Güterbahnhöfe bezeichnet, an denen Güter nicht abgesendet oder empfangen, sondern auf dem Transportweg zwischen der Bahn und einem anderen Verkehrsmittel wie Schiff oder Lkw umgeschlagen werden. Diese entstehen im Rahmen des kombinierten Verkehrs oft als Containerterminal. Ein solcher Umschlagbahnhof wird auch Containerbahnhof genannt.

Ein UTI Terminal dient dem Verladen von Intermodal Transport Units (ITU, UTI, Intermodalen Einheiten): Container, Wechselbehälter und Sattelauflieger.

Bimodale Umschlagterminal verbinden Straße und Schiene, trimodale Terminal drei Verkehrsmittel (z. B. Straße/Schiene/Schiff).

## Aufbau
Ein Umschlagbahnhof teilt sich in verschiedene Bereiche auf. Zentral sind die Umschlaggleise. Neben diesen befindet sich ein Lagerbereich und ein Verkehrsbereich für Lkw bzw. die Kaimauer für den Umschlag aufs Schiff. Daneben existieren noch Einfahrts-, Ausfahrt- und Umfahrgleise für die Güterzüge. Der Umschlag der Ladungseinheiten geschieht horizontal per Flurförderanlagen oder vertikal per Portalkränen.

## Deutschland

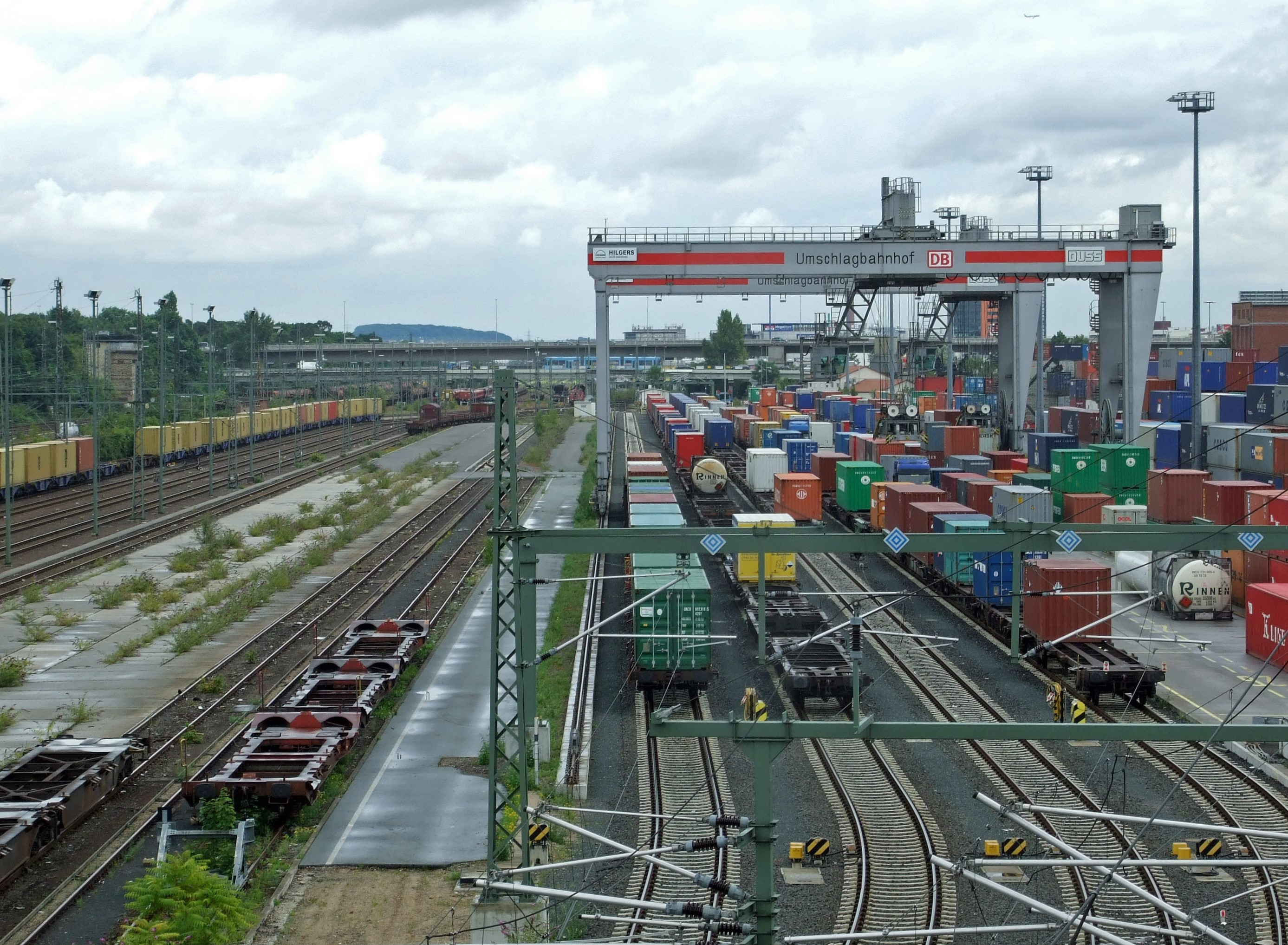
Containerbahnhof Frankfurt

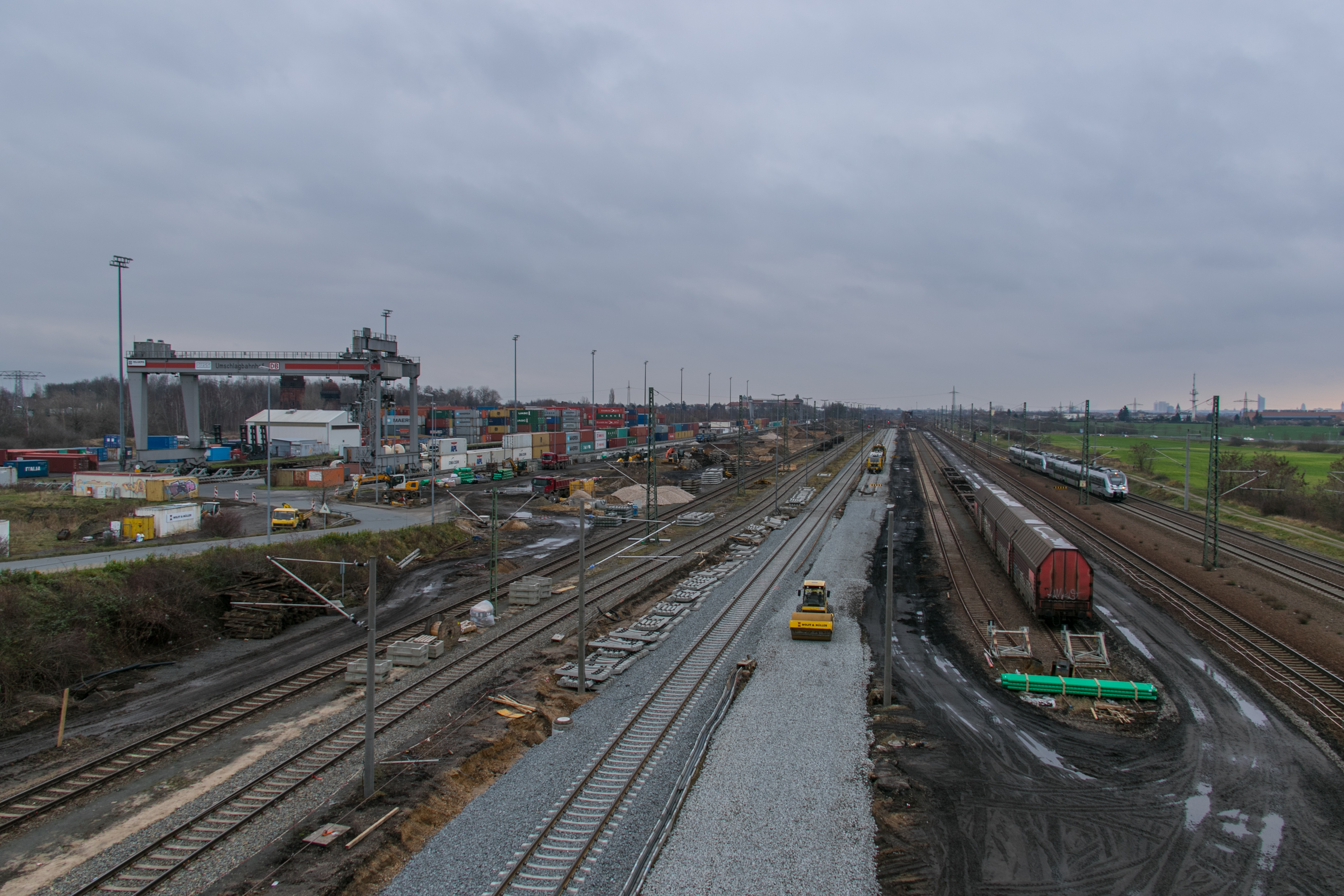
Containerbahnhof Leipzig Wahren

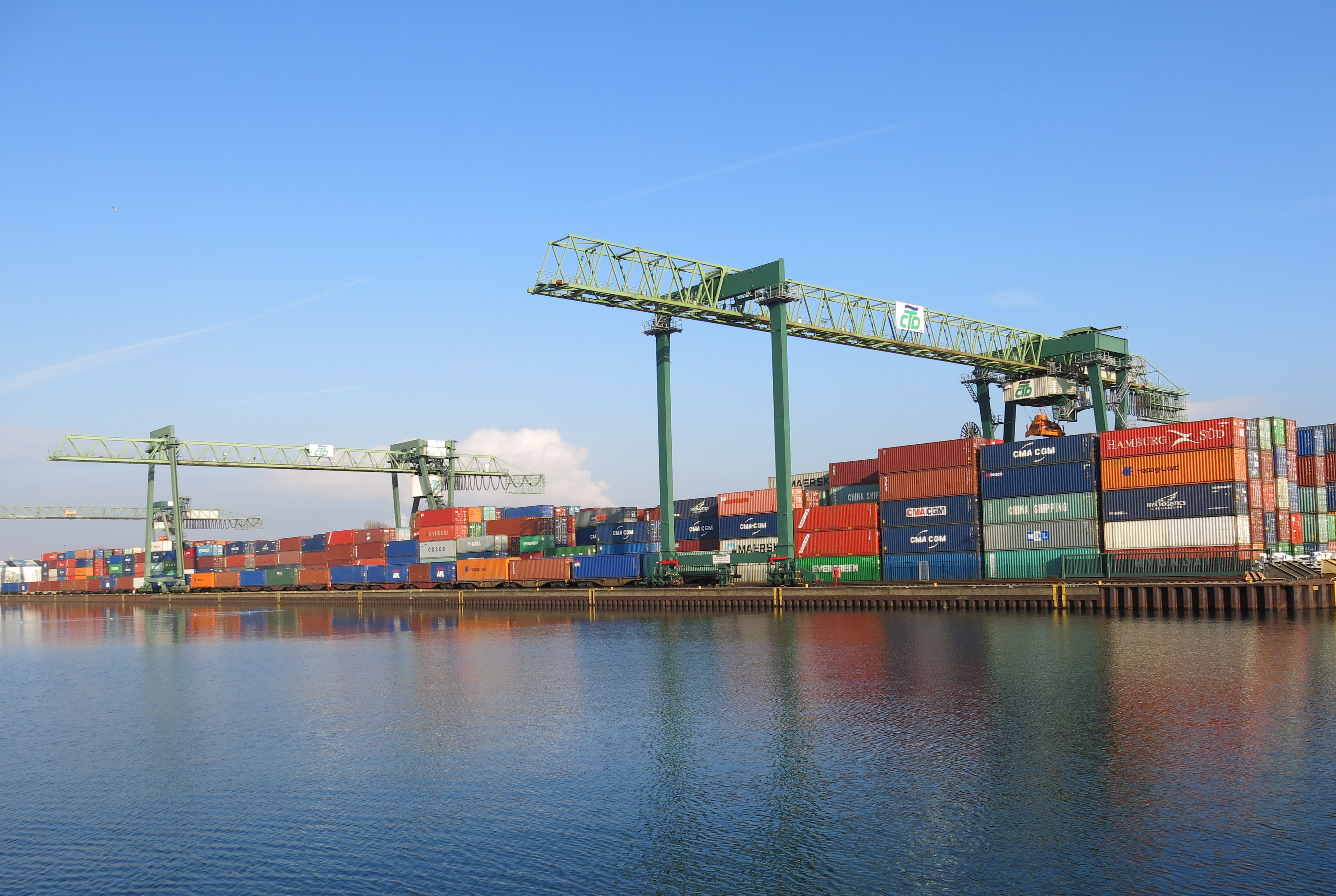
Containerterminal Dortmund

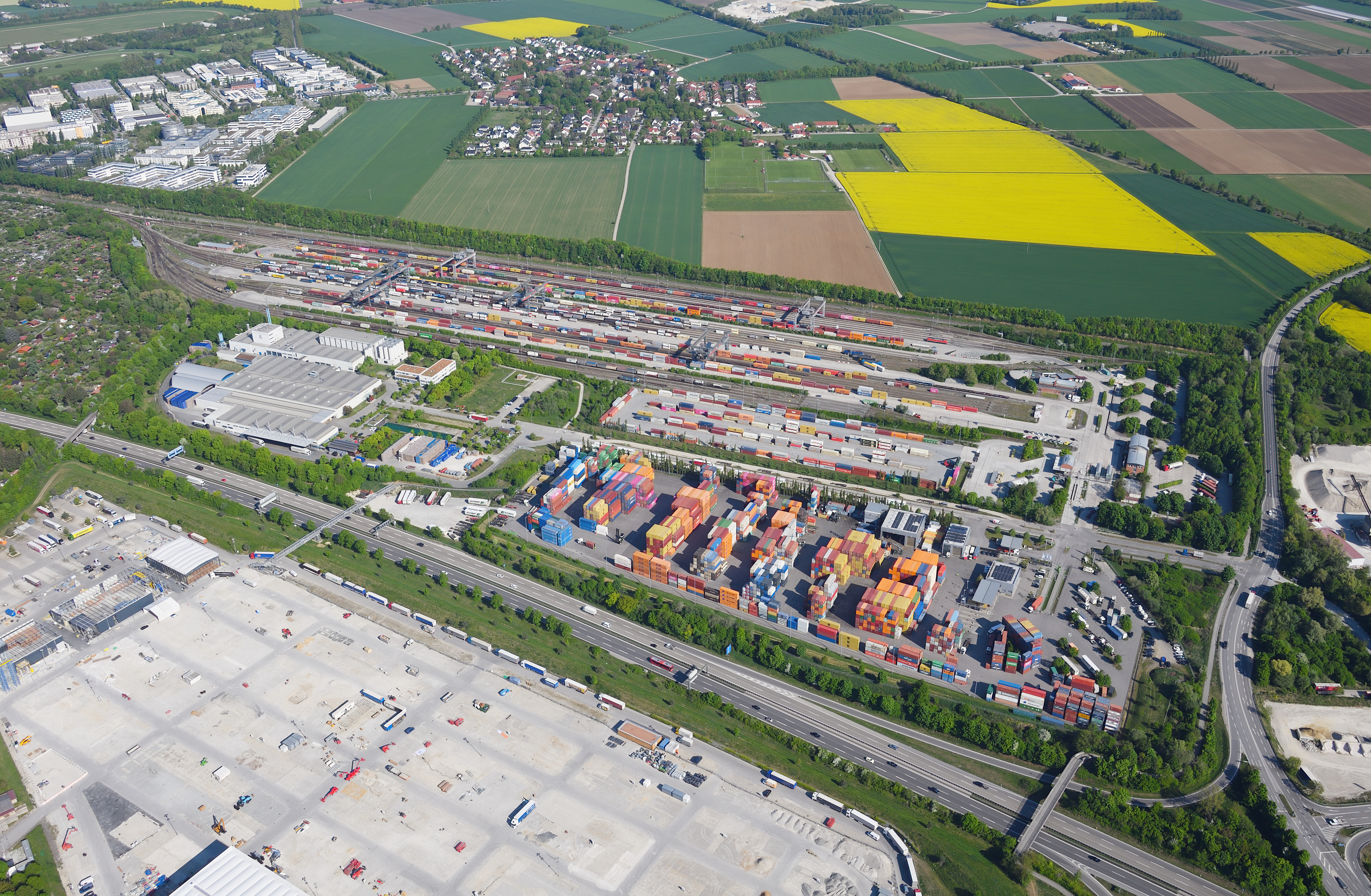
Umschlagbahnhof München-Riem

In Deutschland werden die meisten Umschlagbahnhöfe von der Deutschen Umschlaggesellschaft Schiene-Straße DUSS, einer Tochter der Deutschen Bahn, betrieben. Diese betreibt insgesamt 22 dieser Anlagen in Deutschland. Die elf größten dieser Terminals können mindestens vier Güterzüge gleichzeitig mit einer Länge von über 600 m abfertigen.
Weitere Umschlagbahnhöfe anderer Betreiber finden sich unter anderem an den Seehäfen in Hamburg (Containerterminal Altenwerder) und Bremen (Container-Terminal Bremerhaven), an verschiedenen Binnenhäfen (z. B. Hafen Dortmund, Hafen Duisburg), sowie bei großen Unternehmen, so z. B. auf dem Werksgelände des Hauptsitzes der BASF in Ludwigshafen am Rhein und am Flughafen Leipzig/Halle (DHL Hub Leipzig). Die Eröffnung des Güterverkehrszentrum Burghausen erfolgte am 19. Januar 2015. Hupac betreibt einen Terminal in Singen (4 × 650 m).

## Österreich
Rail Cargo Austria betreibt in Wien, Wels, Villach, Wolfurt (Terminal Wolfurt) und St. Michael sechs Umschlagbahnhöfe. Weitere zehn Umschlagbahnhöfe wie das Container-Terminal Salzburg werden von privaten Unternehmen betrieben. Im Rahmen des Nationalen Intermodalen Netzes Austria – NINA der Rail Cargo Austria sind seit dem 4. April 2011 die Umschlagbahnhöfe Wolfurt, Bludenz, Hall, Salzburg, Villach, St. Michael, Graz, Linz, Enns, Kapfenberg, Wien-Nordwest und -Freudenau mit dem Verschiebebahnhof Wels in einem Nabe-Speichen-System mehrmals wöchentlich mit Shuttle-Containerzügen verbunden.

## Schweiz
Die SBB betreiben in der Schweiz drei Umschlag- und Verladeterminals in Aarau, Basel-Wolf und Niederglatt.

## Italien
Einige Umschlagterminal für den kombinierten Verkehr in Italien:
- Ambrogio/Gallarate[1]
- Bari
- Busto/Arisizo-Gallarate[1]
- Catania Bicocca
- Domodossola
- Giovinazzo
- Maddaloni Marcianise
- Melzo
- Milano Pioltello
- Novara
- Piacenza[1]
- Pomezia S. Palomba
- Pordenone[1]
- Torino Orbassano
- Verona

## Afrika
In Johannesburg wird von Transnet Freight Rail das größte Containerterminal Südafrikas betrieben, das auch in der Funktion als Trockenhafen arbeitet. Im City Deep Container Terminal werden 30 Prozent des Exportaufkommens von Südafrika umgeschlagen.